# Malfryda
Malfryda, Malfreda (ukr. Малфріда, ros. Мальфрид, Мальфрида) – prawdopodobnie żona Włodzimierza I Wielkiego. Informacje o niej są skąpe. Znana jest data jej śmierci – rok 1000.

## Informacje biograficzne
Powieść lat minionych nie wymienia imienia Malfrydy wśród żon Włodzimierza Wielkiego. Jedyna lakoniczna wzmianka o niej, odnotowana pod rokiem 1000, informuje o jej śmierci:

Zmarła Malfreda.

Aleksiej Szachmatow wysunął przypuszczenie, że przekaz ten dotyczy matki Włodzimierza – Małuszy. Rosyjski historyk osiemnastowieczny, Wasilij Tatiszczew, dysponował Kroniką Joakima, która nie zachowała się do naszych czasów. W jego dziele Istoriă Rossijskaă przetrwały wzmianki o Malfrydzie: autor kroniki przedstawia żony Włodzimierza Wielkiego nieco inaczej niż Nestor w Powieści lat minionych. Według Joakima Malfryda była czwartą małżonką księcia kijowskiego.
Po przyjęciu chrztu na Rusi Włodzimierz, żeby poślubić chrześcijańską cesarzównę Annę, musiał rozwieść się ze swoimi pogańskimi żonami i odesłać je wraz z synami z Kijowa. Nadał więc im księstwa udzielne. Według Kroniki Joakima Malfryda z synem Świętosławem dostała w udziale Owrucz.

## Dzieci Malfrydy
Sporna jest kwestia liczby dzieci Malfrydy i Włodzimierza. Nestor pod rokiem 980 umieścił wzmiankę o niejakiej żonie księcia kijowskiego, z którą miał dwóch synów: Świętosława i Mścisława, przy czym imię Mścisław figuruje dwa razy. Jako matka pierwszego została podana Rogneda, drugiego – nieznana z imienia żona Włodzimierza. Kronika Joakima natomiast wymieniła jako matkę Świętosława Malfrydę, a macierzyństwo Mścisława przypisała Adeli. Ów Mścisław został po rozwodzie Włodzimierza księciem tmutarakańskim. Tę informację umieścił również Nestor pod rokiem 988.